# Franzjosef Maier
Franzjosef Maier (* 27. April 1925 in Memmingen; † 16. Oktober 2014 in Bergisch Gladbach) war ein deutscher Violinist, Dirigent und Hochschullehrer.

## Leben und Wirken
Franzjosef Maier lernte schon früh Klavier, Violine und Bratsche. Ab 1938 besuchte er das Augsburger Konservatorium und anschließend die Münchner Akademie. Von 1940 bis 1944 war er als Schüler am musischen Gymnasium in Frankfurt und erhielt dort Unterricht von Wilhelm Isselmann (1902–1987) und Kurt Thomas. Gleich nach Kriegsende und Gefangenschaft studierte er von 1946 bis 1948 an der Kölner Musikhochschule, unter anderem Komposition bei Philipp Jarnach. 1948 war er Mitbegründer des Collegium Musicum für Alte Musik des NWDR. Gleichzeitig spielte er in verschiedenen Kammerensembles, so als zweiter Geiger im Schäffer-Quartett, mit dem er alle Mozart- und Beethoven-Quartette auf Schallplatte einspielte.
Von 1949 bis 1959 unterrichtete er am Robert-Schumann-Konservatorium in Düsseldorf. Von 1959 bis 1992 hatte Maier eine Professur für Violine an der Musikhochschule Köln inne. Bereits 1964 richtete er dort, selbst eine Barockvioline spielend, ein Studio für Alte Musik ein.
Beeinflusst durch den Kammermusikkreis um August Wenzinger und Gustav Scheck, hatte Maier seit Beginn der 1950er Jahre einen erheblichen Anteil an der Entwicklung der Kölner „Alte Musik-Szene“. Zu seinen Schülern gehörten namhafte Barockgeiger, wie Reinhard Goebel (Musica Antiqua Köln), Werner Ehrhardt (Concerto Köln,  L’arte del mondo), Manfredo Kraemer (Le concert des Nations und The Rare Fruits Council), Gustavo Zarba (Orchestra of the Eighteenth Century).
1964 übernahm er als Konzertmeister die Leitung des durch die Plattenfirma Deutsche Harmonia Mundi gegründeten Ensembles Collegium Aureum, welches für die damalige Zeit wegweisende Einspielungen im Sinne der historischen Aufführungspraxis machte. So optierte Maier für die Verwendung barocker Originalinstrumente und einen der jeweiligen Epoche entsprechenden Interpretationsstil. 1983 wurde seine Einspielung der damals noch weitgehend unbekannten Rosenkranz-Sonaten von Heinrich Ignaz Franz Biber veröffentlicht.
Franzjosef Maier verstarb am 16. Oktober 2014 in Bergisch Gladbach und wurde am 23. Oktober 2014 auf dem Refrather Friedhof, Kippekausen in Bergisch Gladbach beigesetzt.